# Essaouira (stad)
Essaouira (Arabisch: الصويرة, Berbers: ⴰⵙⴰⵡⵉⵔⴰ; tot de jaren 60 bekend onder de oude Portugese naam Mogador) is een kuststad in het westen van Marokko aan de Atlantische Oceaan, gelegen ten zuidwesten van Safi en Casablanca en net ten noorden van Agadir. Essaouira is de hoofdplaats van de gelijknamige provincie in de regio Marrakech-Safi. In 2014 telde Essaouira zo’n 78.000 inwoners. Sinds 2001 staat de medina van de stad op de Werelderfgoedlijst.

## Naam van de stad
Lange tijd stond de stad bekend onder haar Portugese naam Mogador, dat waarschijnlijk een verbastering van het Berberse woord Amegdul. ṣ-Ṣwiṛa betekent in het Arabisch ommuring. Toen de stad in de 18e eeuw herbouwd werd, kreeg deze de bijnaam Es-Saouira wat mooi ontworpen betekent. In het Berbers wordt de stad Tassort genoemd dat kleine fort betekent.

## Geschiedenis
De geschiedenis van de stad gaat mogelijk terug tot de 5e eeuw v.Chr., toen de Carthaagse navigator Hanno een ontdekkingsreis langs de westkust van Afrika maakte en daar enkele handelsposten stichtte. Diverse onderzoekers zijn van mening dat het door hem genoemde Arambys betrekking heeft op het eiland Mogador, voor de baai van Essaouira. Op dat eiland zijn inderdaad resten van Carthaagse oorsprong opgegraven. Op de Purpuraireseilanden voor de kust, waar ook het eiland Mogador toe behoort werden brandhorenschelpen gevonden waaruit de kleurstof purper werd gewonnen. Rond het jaar nul bouwde de Berberse koning Juba II hier een fabriek waar purper werd gemaakt. Het stadje stond in de Middeleeuwen bekend als Mogador. In 1506 werd het ingenomen door de Portugezen, die er het fort Castelo Real bouwden dat ze in 1510 alweer moesten opgeven.
Het huidige Essaouira werd vanaf 1760 gesticht door de Alaouitische Sultan Mohammed ibn-Abdullah. Hij had in 1751 zijn Atlantische havens in concessie gegeven aan de Denen, maar wilde nu weer inkomsten krijgen uit de handel met Europa en haar globale netwerken. Voor de stadsplanning deed hij in 1764 een beroep op de Franse architect Théodore Cornut. Om van de stad een belangrijk handelsknooppunt te maken liet hij de haven van het zuidelijker gelegen Agadir sluiten. Ook trok hij kooplieden aan vanuit Rabat. Dit waren voornamelijk joodse families, zoals de Corcos, de Macnins en de Sebags. De kleine maar welvarende stad zou in sommige periodes tot de helft joden bevatten en een eigen joodse wijk hebben. De stad werd niet alleen een knooppunt aan zee maar ook de karavaanroutes van de transsaharahandel naar o.a. Timboektoe zouden op de stad aansluiten.
In de 19e eeuw werd de stad de belangrijkste haven van Marokko en verschillende landen openden hier een consulaat, waaronder Nederland. In 1844 bombardeerden de Fransen de stad om Marokko te dwingen om zijn steun aan Abd al-Kader, leider van een Algerijnse verzetsbeweging, te staken. Van 1912 tot 1956 viel de stad onder het protectoraat Frans-Marokko waarbij de stad een belangrijke militaire, administratieve en economische rol speelde. Dit is nog steeds zichtbaar door een aantal in Franse stijl opgetrokken gebouwen.
Tegenwoordig is Essaouira vooral bekend als toeristische trekpleister. Ook is het een geliefd oord voor kite-, wind- en golfsurfers. De Medina van Essaouira is UNESCO Werelderfgoed. Jaarlijks vindt er in juni een Gnawa- en wereldmuziek-festival plaats. Er is een kleine vissershaven, waar men lijdt onder de concurrentie van de havens van Agadir en Safi. Toch wordt er een aanzienlijke hoeveelheid vis gevangen, vooral sardine. 

## Cultuur
De stad is gelegen in het gebied van de I-Hahan, een stam van de Ishelhiyen (Chleuh, Shleuh ) berbers. Meer dan de helft van de bevolking, die zich oorspronkelijk tot de I-Hahan stam mag rekenen, spreekt nog steeds het Tashelhiyt Berbers. Verder bevinden zich hier veel van de Chiadma Arabieren die het gebied ten noorden van de stad bevolken. Een substantieel deel van de bevolking bestaat uit Gnawa, afstammelingen van zwarte Afrikaanse slaven. De ooit omvangrijke Sefardische joodse bevolking is inmiddels geëmigreerd naar de staat Israël.
Sinds 1998 wordt elk jaar het Gnawamuziekfestival gehouden.
In de stad werden in 1948 opnames gemaakt voor de speelfilm Othello onder regie van Orson Welles. Meer recentelijk diende de stad als decor voor de serie Game of Thrones, waarin de stad Astapor moest voorstellen en het derde deel van John Wick wat de stad Casablanca moest voorstellen.

## Geboren
- Meir Cohen (1955), Israëlisch politicus
- Mohamed el-Habib Fassi-Fihri (1932-2008), rechter en diplomaat

## Partnersteden
- Etterbeek (België)

## Enkele afbeeldingen

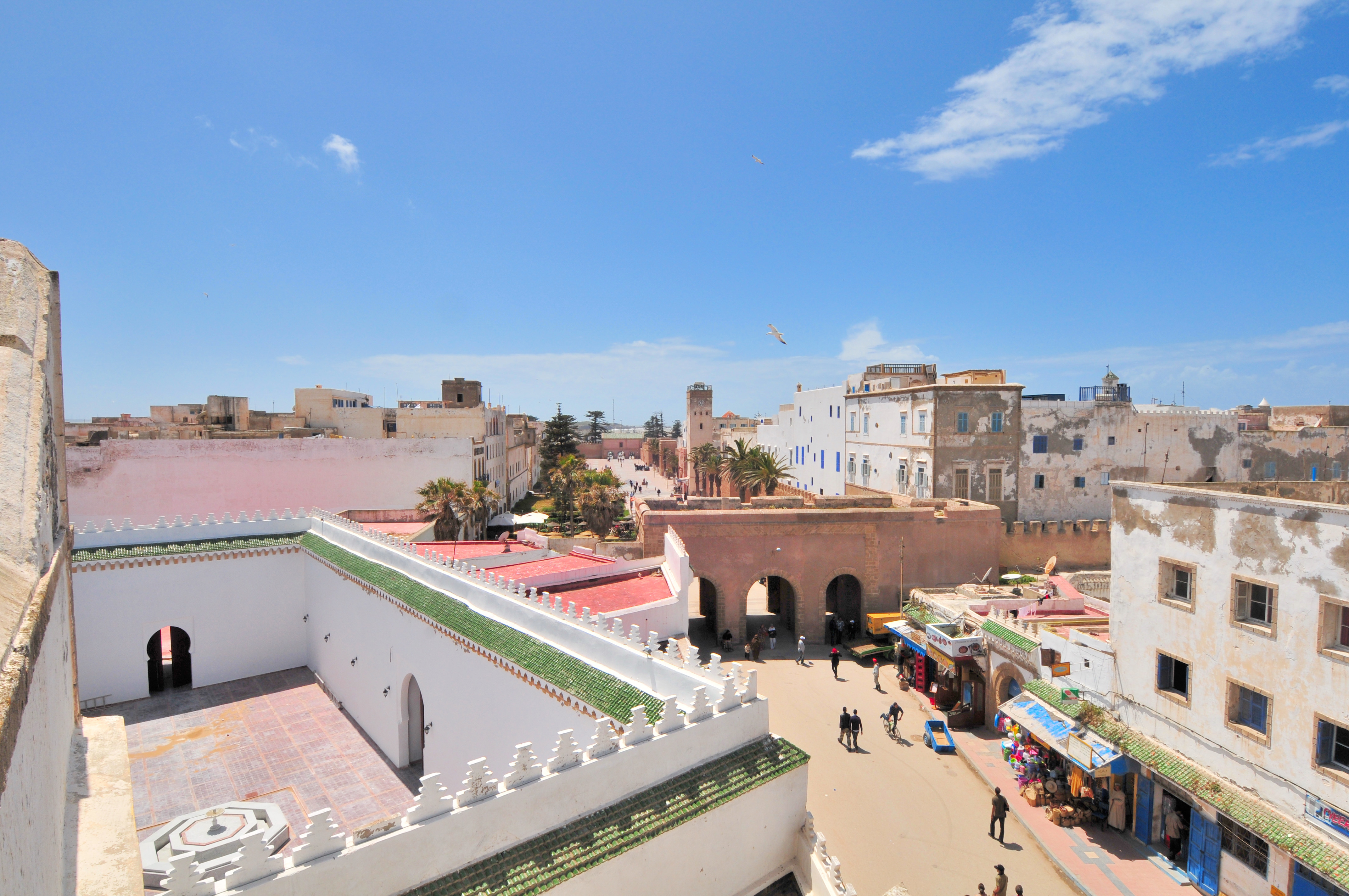
Een van de stadspoorten en de oude vestingwal. Op de achtergrond is de klokkentoren te zien van de Bab Al Manjanamoskee.
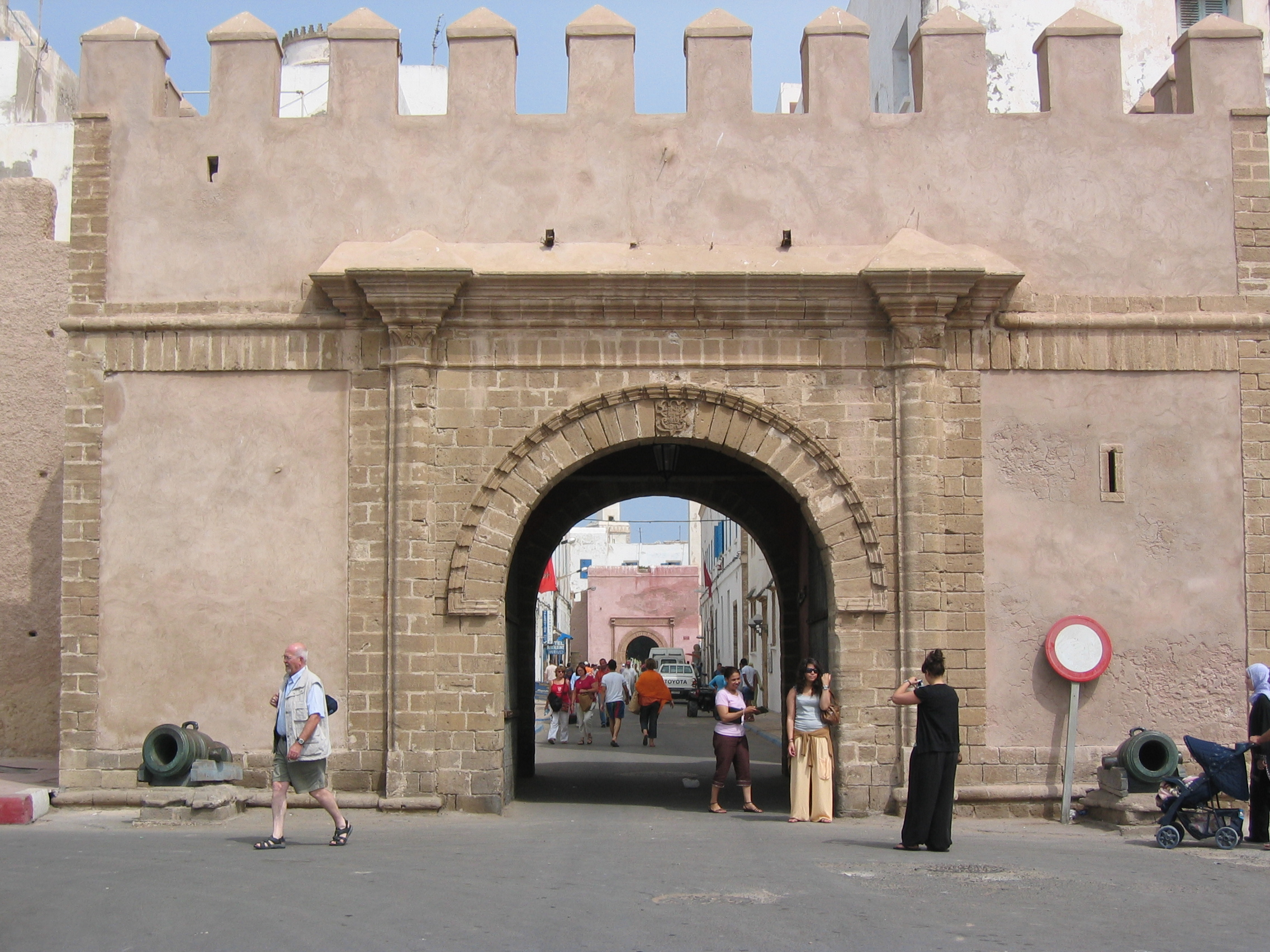
Een van de toegangspoorten tot de medina
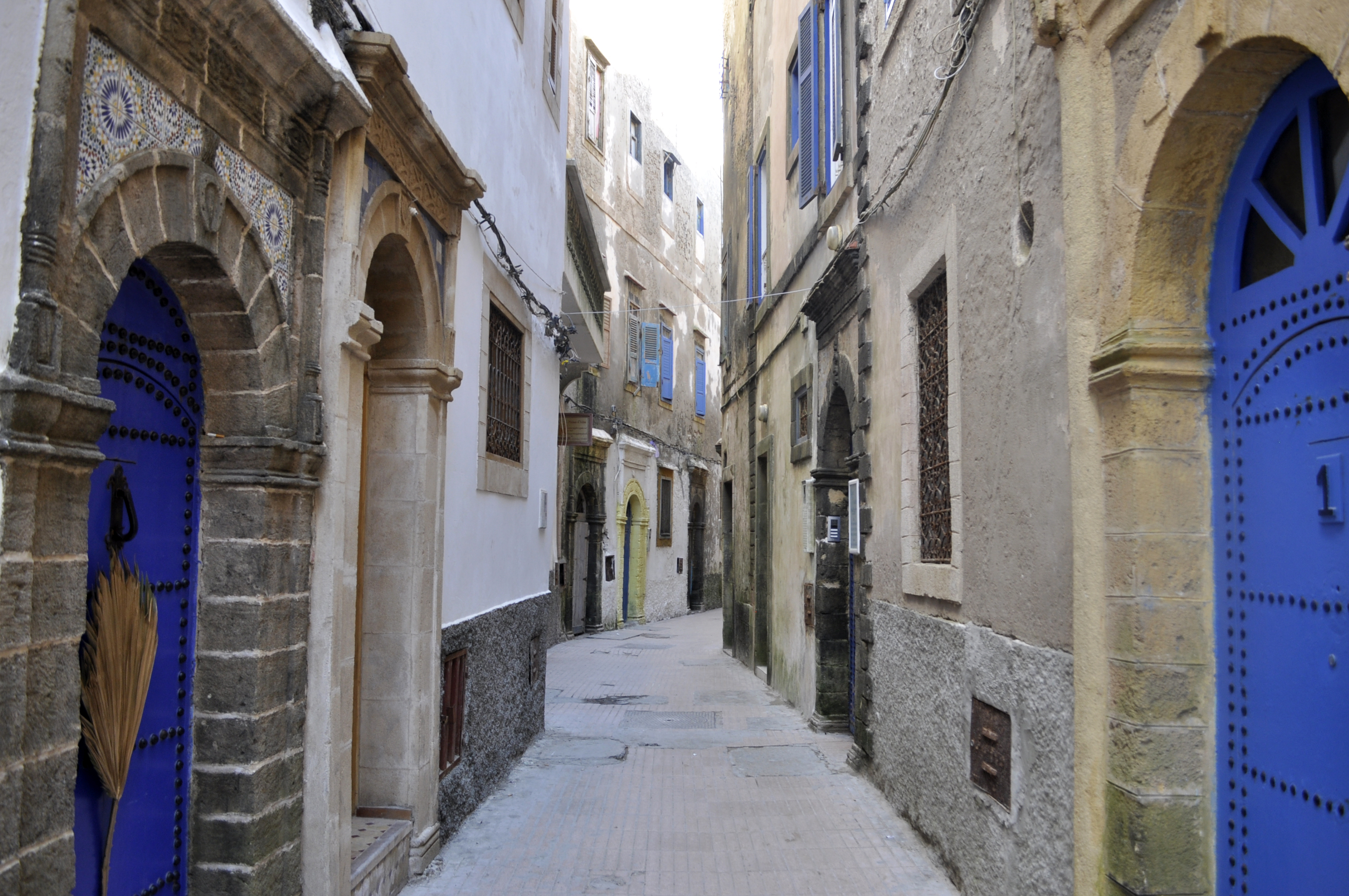
Steegjes in de oude medina
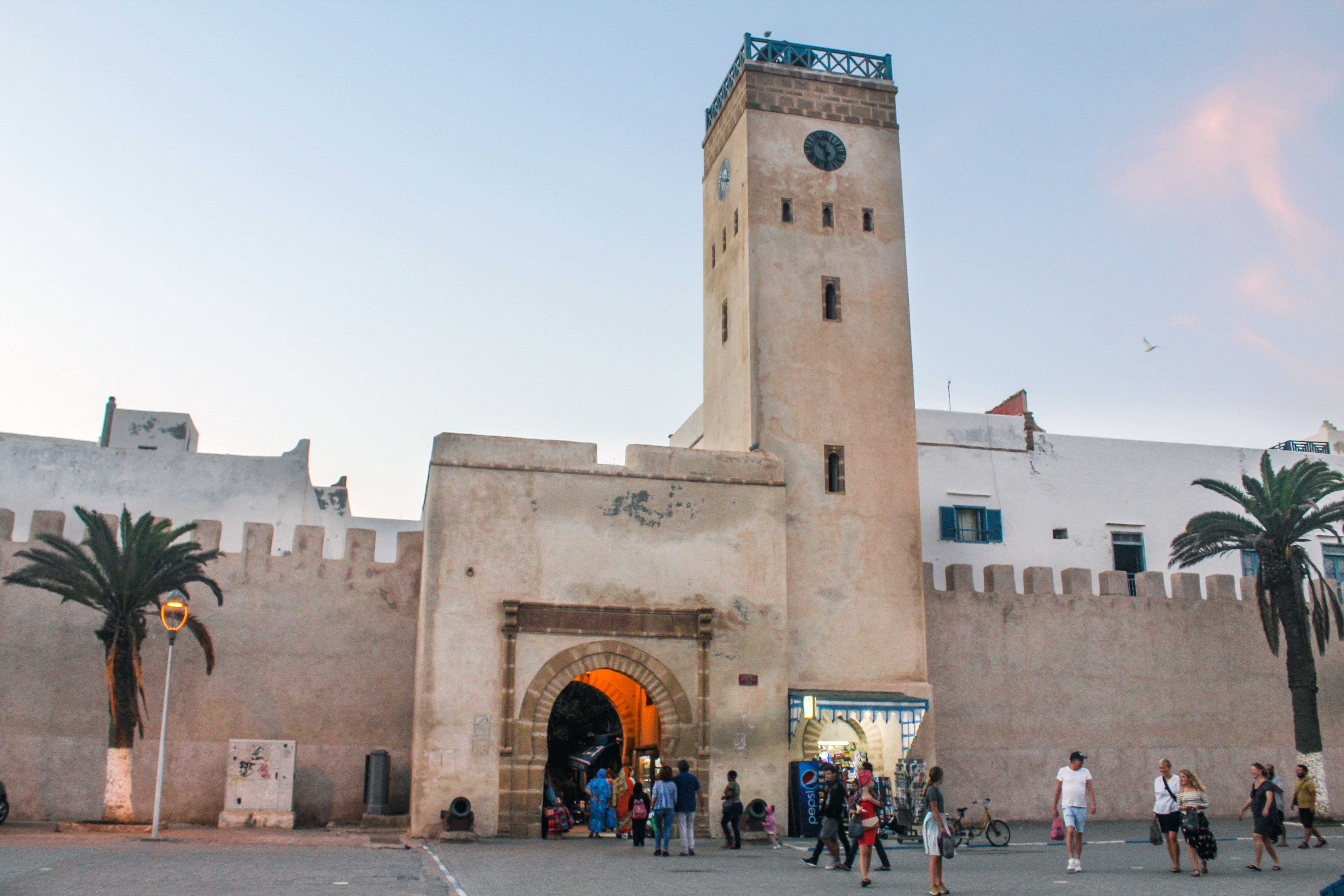
De Bab Al Manjanamoskee uit de jaren twintig, met klokkentoren
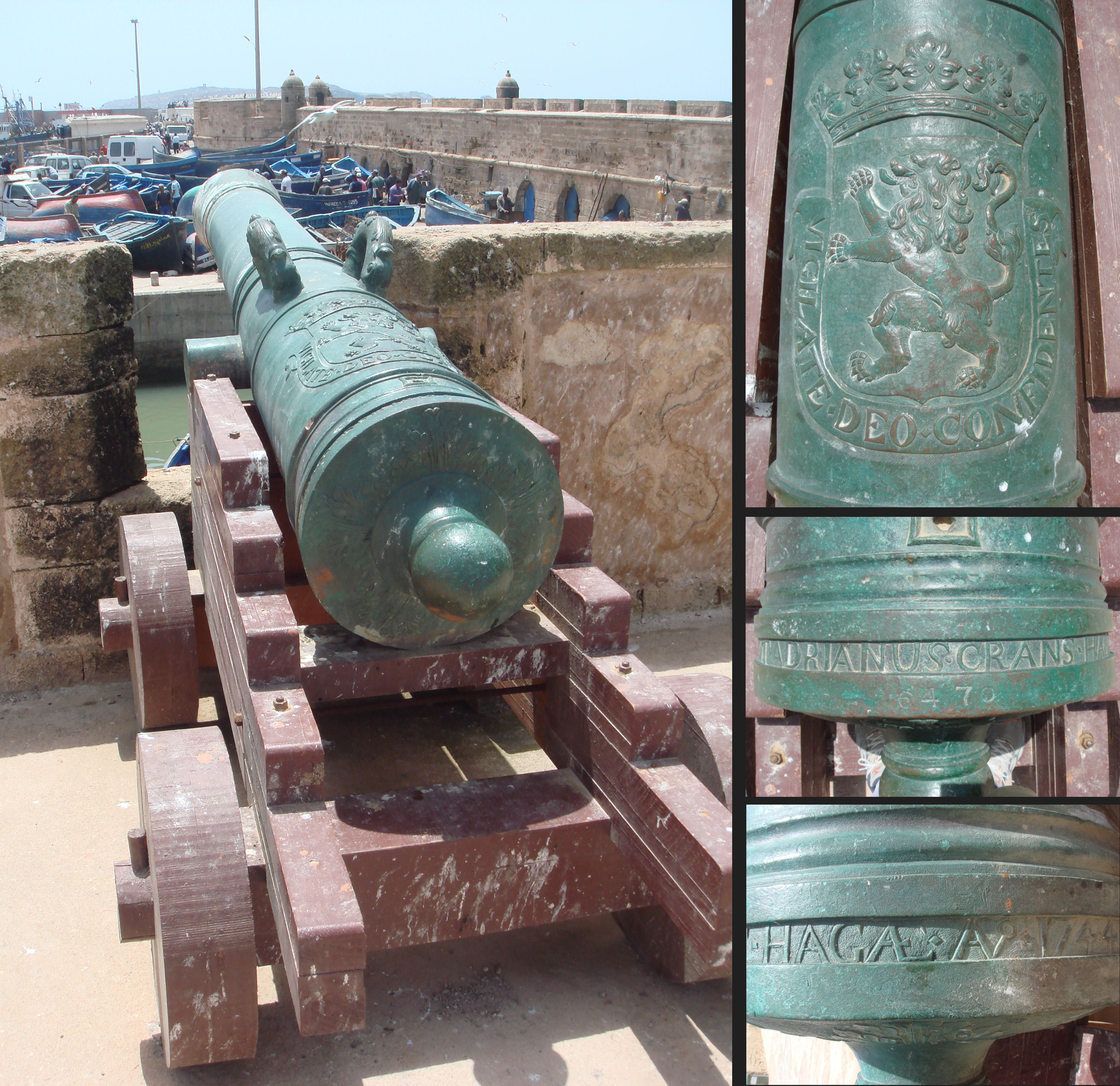
Nederlands kanon van Adriaan Crans (1744) in Essaouira
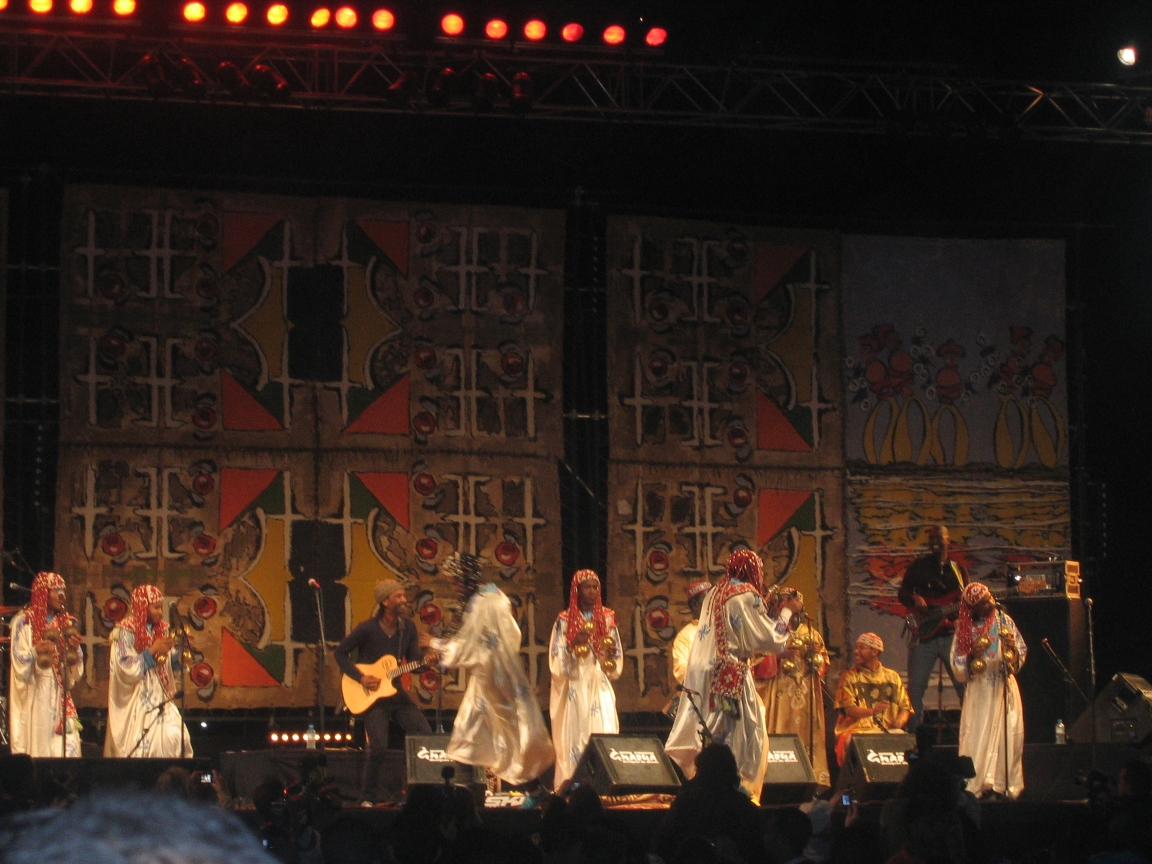
Het Gnawa muziekfestival in 2010
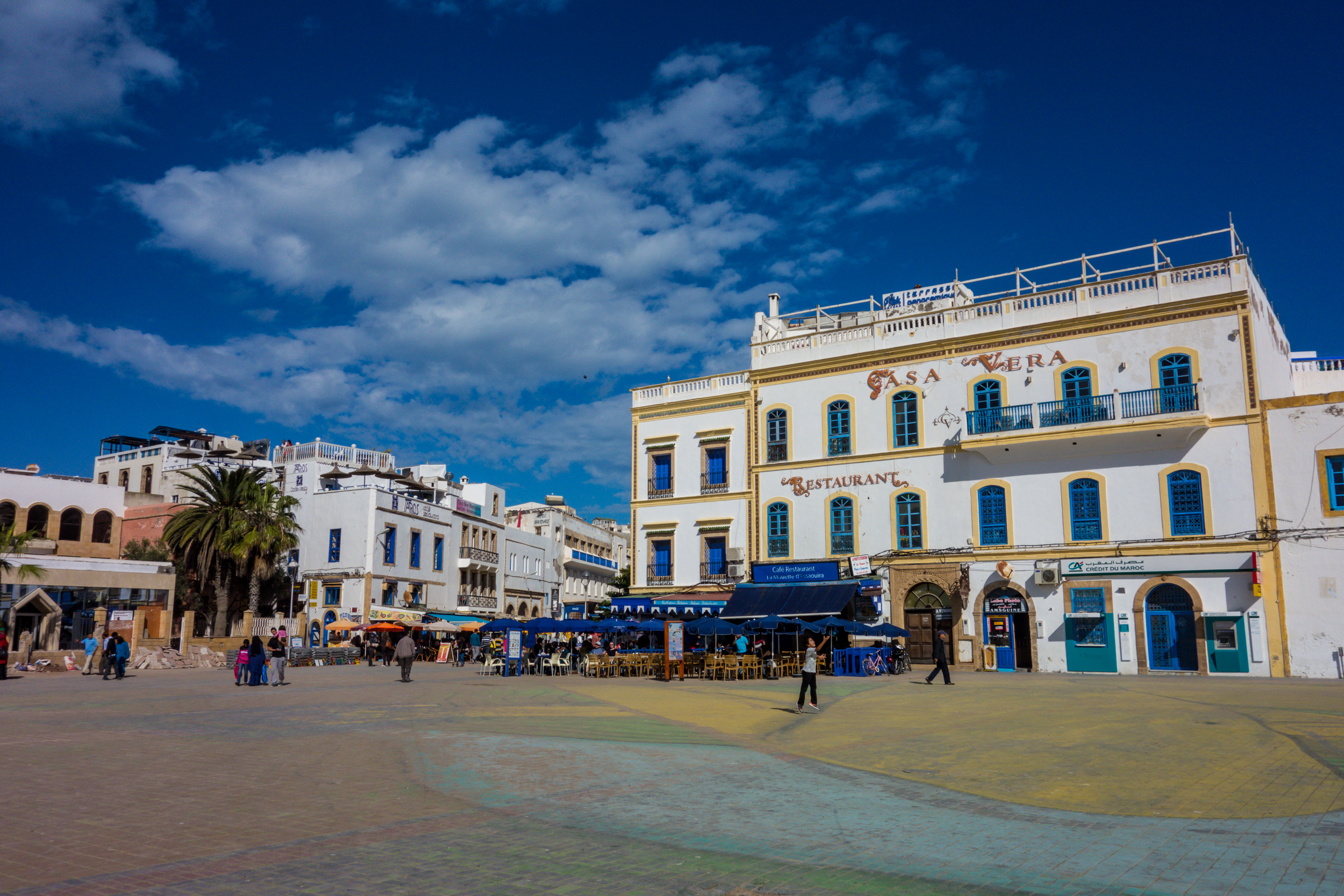
Place Moulay Hassan
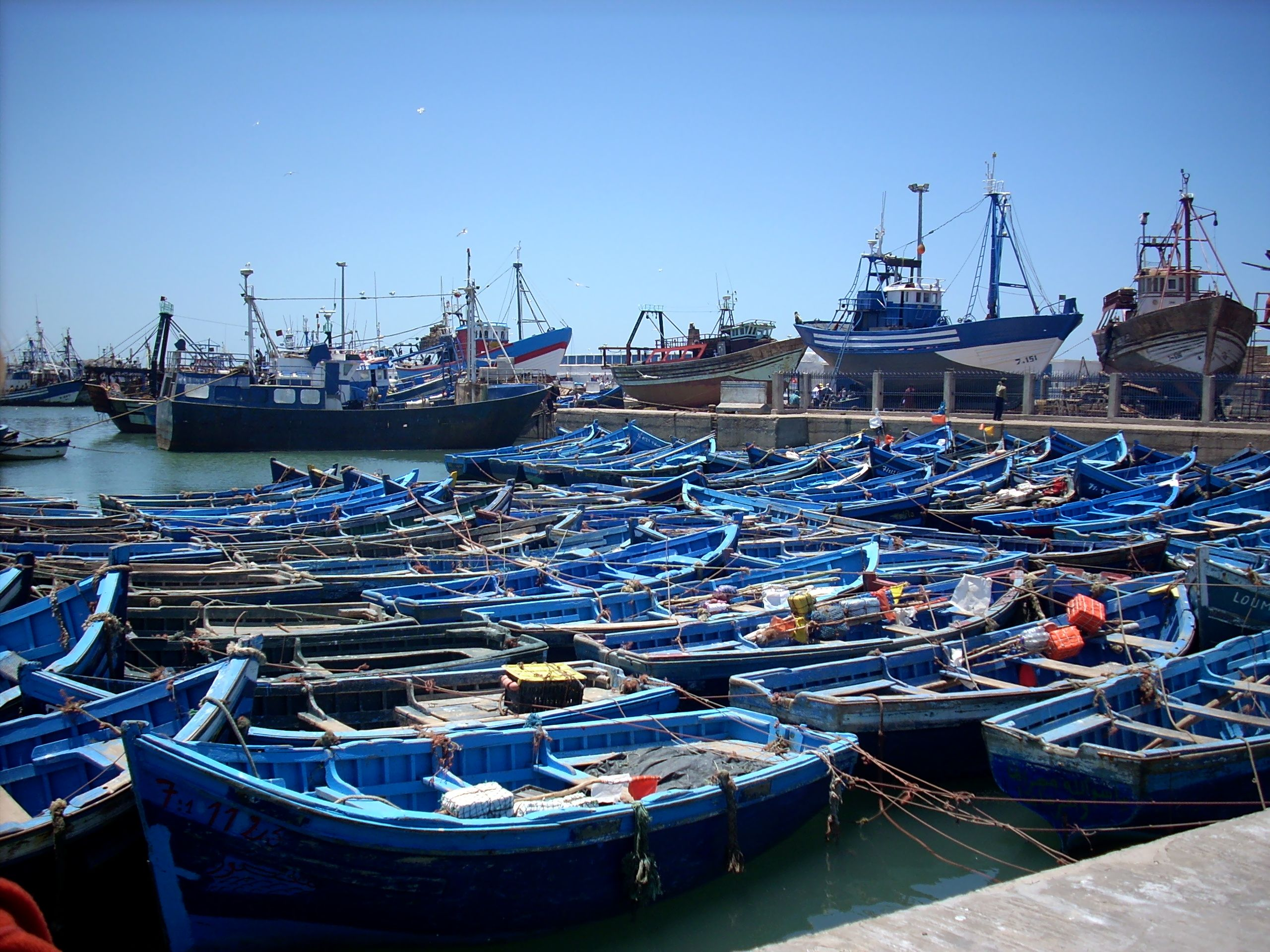
Vissershaven van Essaouira
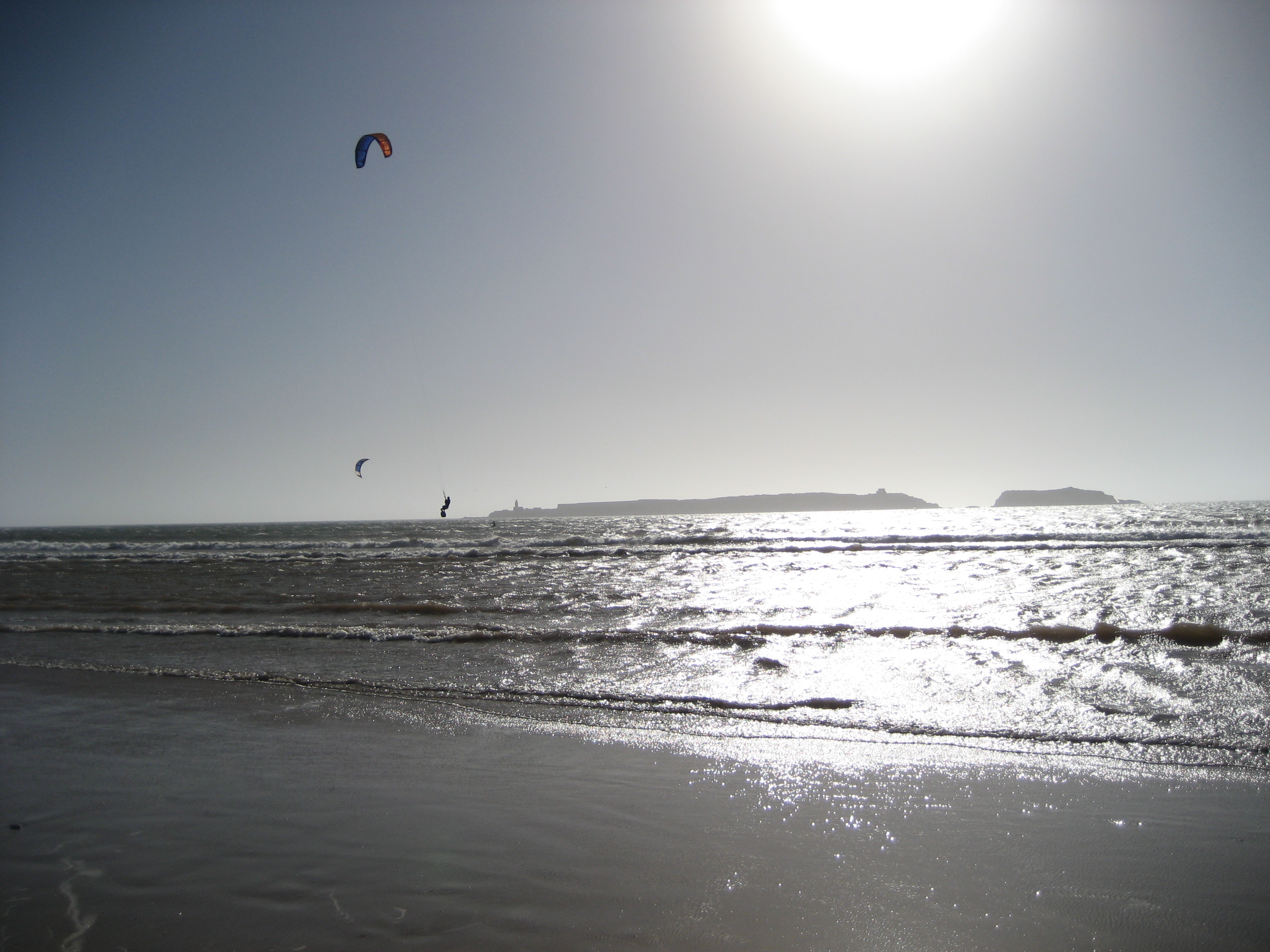
Kitesurfer (met op de achtergrond de Iles Purpuraires)
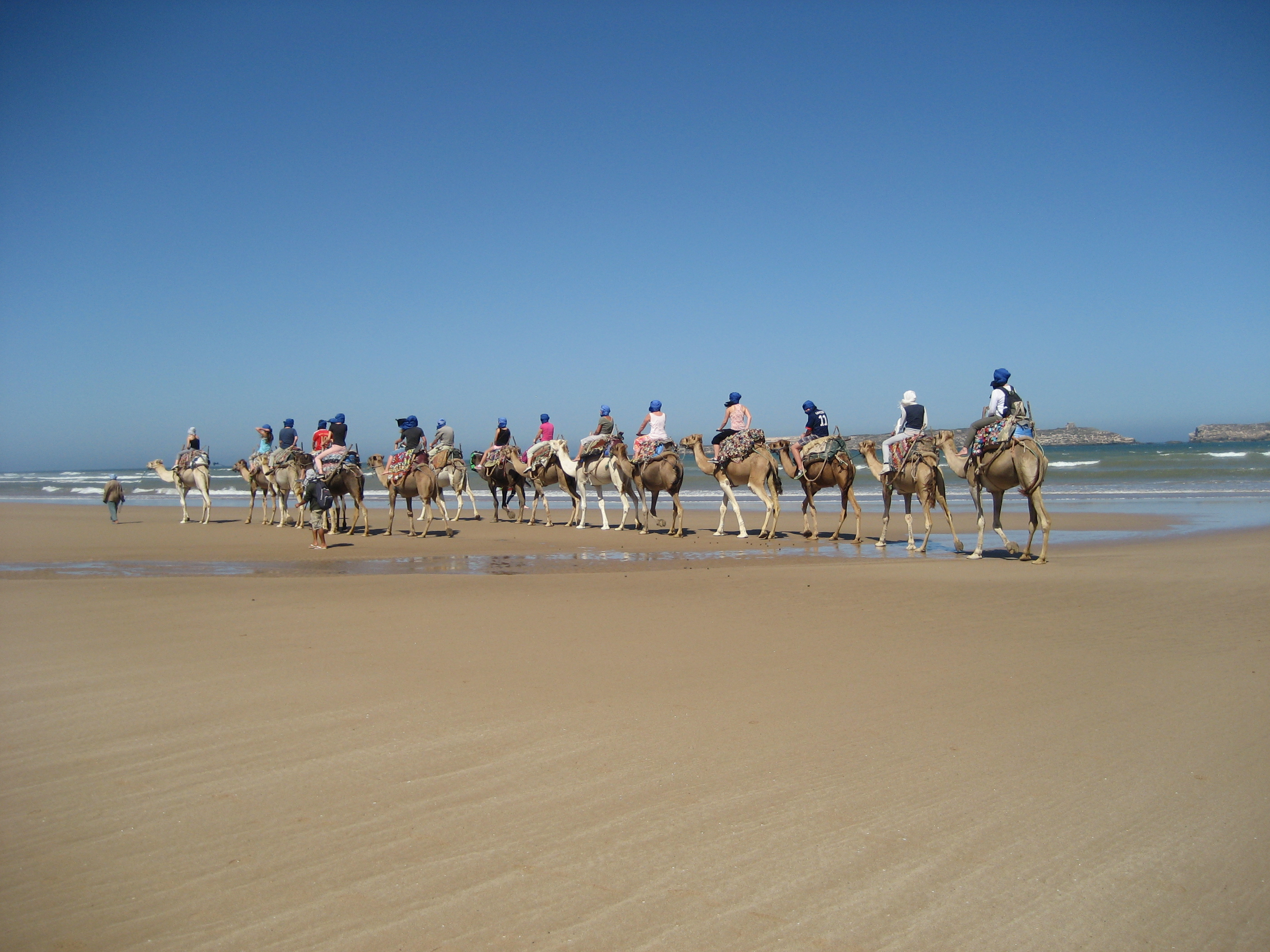
Toeristen op dromedarissen
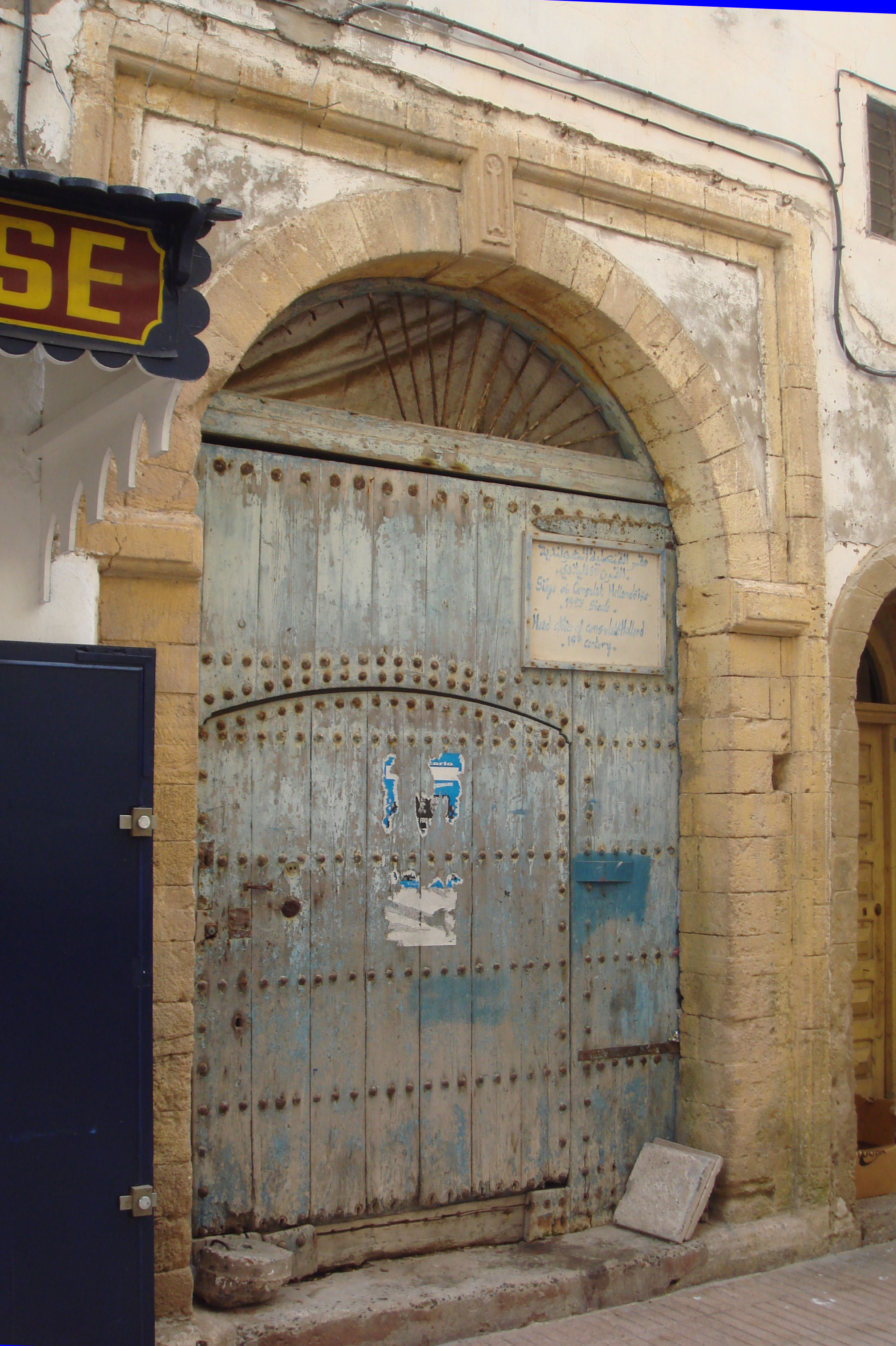
Voormalig Nederlands consulaat
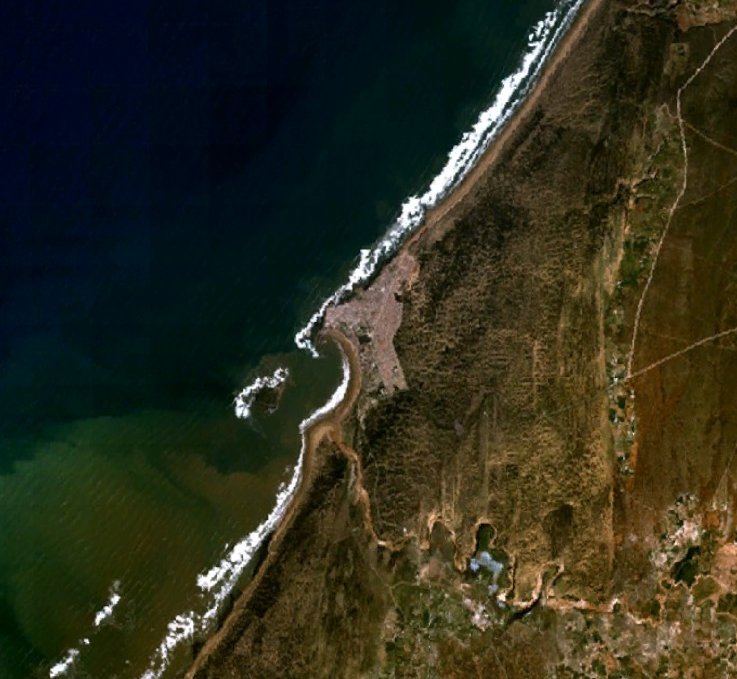
Satellietfoto van Essaouira en omgeving, gemaakt door NASA Landsat op een hoogte van 20.000 m

- Biblioteca Nacional de España: XX462279
- Gemeinsame Normdatei: 4115178-1
- Library of Congress Control Number: n79051879
- National Archives and Records Administration: 10044588
- Nationale Bibliotheek van Israël: 987007561813105171
- Virtual International Authority File: 140674598
- WorldCat: E39PBJyMfhbG4h34kKXJh7KKh3

Archeologische nederzetting in Volubilis · Historische stad Meknes · Aït-Ben-Haddou · Medina van Essaouira · Medina van Fez · Medina van Marrakesh · Medina van Tétouan · Kasba en medina van Rabat · Portugese stad in El Jadida (Mazagan)